# سیارک ۲۹۵۱
سیارک ۲۹۵۱ (به انگلیسی: 2951 Perepadin، نامگذاری:1977RB8) دو هزار و نهصد و پنجاه و یکمین سیارک کشف شده‌است که در ۱۳ سپتامبر ۱۹۷۷ کشف شد.
قدر مطلق سیارک برابر ۱۰٫۰۰ است.